# Eupackardia calleta

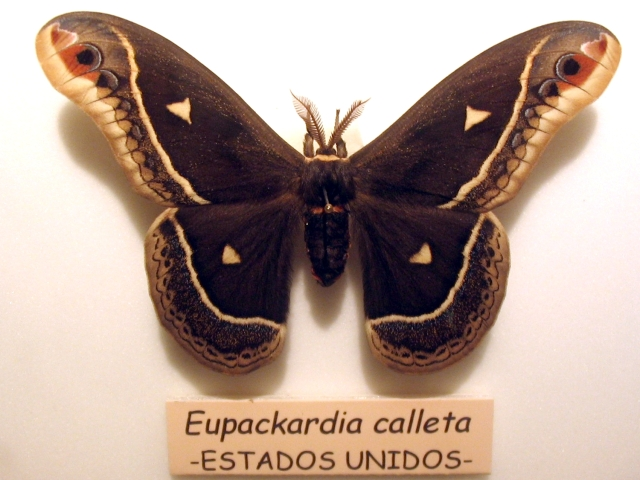
Präparat von Eupackardia calleta

Eupackardia calleta ist ein Schmetterling und die einzige Art der Gattung Eupackardia aus der Familie der Pfauenspinner (Saturniidae). Die Art ist in Mexiko und im äußersten Südwesten der Vereinigten Staaten von Amerika verbreitet. Sowohl die Falter als auch die Raupen unterscheiden sich sowohl in ihrer Erscheinung als auch in ihrer Lebensweise bzw. in den von ihnen besiedelten Lebensräumen ziemlich voneinander. Dennoch handelt es sich dabei um dieselbe Art und eine Aufteilung in mehrere Arten oder auch Unterarten ist offenbar nicht gerechtfertigt.

## Merkmale

### Falter
Die Falter erreichen eine Vorderflügellänge von 41 bis 57 Millimeter (Männchen) bzw. 52 bis 60 Millimeter (Weibchen). Die Tiere haben eine schwarze Grundfarbe mit einer auffälligen Postmedialbinde und einen subapikalen Fleck, die die Art unverkennbar machen. Sie besitzen eine gewisse Ähnlichkeit mit den Männchen von Callosamia promethea; diese Art besitzt jedoch meist keine Postmedialbinde und keine Diskalflecken, oder diese Merkmale sind höchstens blass ausgebildet. Weibchen haben deutlich abgerundetere Flügel und breitere Postmedialbinden als die Männchen. Auch die weiße Antemediallinie ist bei den Weibchen meist deutlich kräftiger ausgebildet. Die Art ist sehr variabel und selbst im verhältnismäßig kleinen Vorkommen in den Vereinigten Staaten von Amerika je nach Population, aber auch innerhalb derselben Population in Größe, Flügelform und Musterung ziemlich variabel. Dies geht so weit, dass manche Autoren die drei in den Vereinigten Staaten von Amerika auftretenden Populationen aufteilen. Kreuzungsversuche zeigen jedoch, dass die Aufteilung in verschiedene Arten oder auch Unterarten nicht gerechtfertigt erscheint.

### Raupe
Die Raupen werden 75 bis 80 Millimeter lang und sind auffällig, vermutlich in Warnfarben gefärbt. Sie tragen mit zunehmendem Alter Längsreihen von Fortsätzen (Scoli), ähnlich wie bei den Gattungen Rothschildia und Hyalophora, diese sind jedoch einheitlich groß, wie bei letzterer Gattung. Tiere aus Texas haben eine schiefergrüne Grundfarbe und blaue Scoli an den Seiten und dem Rücken. Diese sind nahe der orangen oder gelben Basis auffällig schwarz umringt. Innerhalb einer Kolonie treten Tiere mit oranger oder gelber Basis der Scoli im Verhältnis 1:1 auf. Um Ajo haben die Raupen eine hellgrüne Grundfarbe und zwar ebenso blaue Scoli, die jedoch etwas kleiner und schlanker sind als bei übrigen Populationen. Außerdem sind die schwarzen Ringe an den Scoli stark zurückgebildet oder fehlen ganz. Die Basis ist rot gefärbt. Im Süden Arizonas haben die Raupen eine auffällige ozeanblaue Grundfarbe. Die kräftigen Scoli sind auffällig schwarz umringt und ihre Basis ist kräftig korallenrot. Das Ausmaß der schwarzen Musterung der Tiere ist je nach Individuum unterschiedlich.

## Vorkommen
Die Art ist von Mexiko bis in den äußersten Südwesten der Vereinigten Staaten von Amerika verbreitet. So findet man sie dort in Texas im Rio Grande Valley und im Big Bend Country. Weiter westlich findet man sie auch im äußersten Süden von Arizona. Die Art besiedelt verschiedene Lebensräume wie verbuschtes Flachland bis hin zu Hängen und Canyons mittlerer Berglagen zwischen 1000 und 1500 Metern bis maximal 2100 Meter um die mexikanische Grenze, mit deren durch die Sommerregenfälle üppigen Vegetation. Es werden aber auch sehr heiße und trockene Wüstenlebensräume besiedelt, wie etwa um Ajo und das Organ Pipe Cactus National Monument.

## Lebensweise
Die Imagines schlüpfen am späten Abend und werden erst am darauf folgenden Morgen sexuell aktiv. Die Weibchen beginnen beispielsweise in Arizona etwa um 7.30 Uhr, in Texas etwas später mit dem Anlocken der Männchen durch Pheromone. Die Männchen sind bis kurz nach Mittag aktiv. Die Paarung dauert bis zur Abenddämmerung, während der die Weibchen mit der Eiablage beginnen. Wie auch bei den Faltern der Gattung Rothschildia klappen die Falter ihre Flügel in Ruhestellung auf.

### Flug- und Raupenzeiten
Die Falter und Raupen treten im Norden ihres Verbreitungsgebietes zu unterschiedlichen Zeiten im Jahr auf. Im Süden Texas’ fliegen die Falter von September bis Anfang November und in einer zweiten Generation im zeitigen Frühjahr. Imagines und auch ausgewachsene Raupen findet man dort im März und bis Ende April. In Arizona fliegt die Art in nur einer Generation pro Jahr, wobei die Falter in Berglagen während der Sommerregenfälle im Juli und August fliegen und in den Wüstengebieten, auch in Mexiko, im Spätherbst und Winter während der kühleren Jahreszeit mit etwas Niederschlag fliegen. Um Ajo fliegen die Tiere beispielsweise von Anfang Oktober bis Mitte Januar. Diese veränderten Flugzeiten sind eine Anpassung an die dortigen hohen Temperaturen während der Sommermonate, die im Puppenstadium überdauert werden.

### Nahrungspflanzen der Raupen
Die Raupen ernähren sich in Texas hauptsächlich von Leucophyllum frutescens, aber auch von Eschen (Fraxinus). Um Ajo sind die Raupen an Sapium biloculare nachgewiesen, im Südosten Arizonas fressen sie hauptsächlich an Fouquieria splendens, es gibt aber auch einzelne Nachweise von Raupen an Weiden (Salix) und Tecoma stans.

## Entwicklung
Die Weibchen legen ihre kreideweißen Eier in kleinen Gruppen an der Ober- und Unterseite der Blätter der Raupennahrungspflanzen ab. Anfangs leben die Raupen gesellig, später sind sie Einzelgänger. Sie durchleben fünf Stadien. Im letzten Stadium fressen sie häufig frei an den Pflanzen sitzend. Werden sie gestört, sondern sie aus ihren vergrößerten Tuberkeln am Rücken eine durchsichtige Flüssigkeit ab, die giftige Amine enthält und räuberische Säugetiere abschreckt, jedoch bei anderen Fressfeinden weniger effektiv ist. Wie auch die Falter unterscheiden sich die Raupen geographisch in ihrer Lebensweise.
Der Kokon wird meistens nahe am Erdboden im Schatten an der Nahrungspflanze oder in der Nähe von ihr an einem kurzen Stiel angesponnen. Wie auch Rothschildia lebeau spinnen die Tiere den Kokon direkt um sich und verwenden keine zusätzlich eingebauten Blätter zur Stabilisierung. Die Schlupföffnung wird erst spät gesponnen, weswegen man die Raupen beim Spinnen des Kokons gut beobachten kann.

## Taxonomie und Systematik
Die Art ist verwandtschaftlich vermutlich zwischen der Gattung Rothschildia und der Gruppe, die die Gattungen Callosamia und Hyalophora umfasst angesiedelt. Die Flügeladerung aller vier Gattungen ist sehr ähnlich. Die Genitalien ähneln denen der Gattung Rothschildia.

## Belege